# 80 Tauri
80 Tauri är en gulvit stjärna i huvudserien i Oxens stjärnbild.
80 Tau har visuell magnitud +5,55 och befinner sig på ett avstånd av ungefär 150 ljusår.